# European Festivals Association
Die European Festivals Association (Europäische Festivals-Vereinigung, kurz: EFA) ist eine Dachorganisation für Kulturfestivals, insbesondere der klassischen Musik und des Musiktheaters, in Europa und weiteren Ländern. Sie wurde 1952 gegründet. Der Sitz ist das Kasteel Borluu in Sint-Denijs-Westrem, Belgien.

## Gründung, Ziele
Die Organisation wurde 1952 auf Initiative des Dirigenten Igor Markevitch und des Schweizer Philosophen und Vorkämpfers der europäischen Integration Denis de Rougemont gegründet. Zu den Gründungsmitgliedern zählten das Festival d’Aix-en-Provence, die Bayreuther Festspiele, die Berliner Festspiele, der Maggio Musicale Fiorentino, das Holland Festival und das Lucerne Festival, die Münchner Opernfestspiele, die Sagra Musicale Umbra in Perugia, das Festival de Musique de Strasbourg, die Musik-Biennale von Venedig, die Wiener Festwochen, die Internationalen Maifestspiele in Wiesbaden sowie die Zürcher Festspiele und die Festivals von Besançon Franche-Comté und Bordeaux.
Auf ihrer Website erinnert die EFA daran, dass Kulturfestivals seit Anbeginn der grenzüberschreitenden Arbeit und dem Kulturaustausch dienten, als „project of unity“, lange bevor die Grenzen innerhalb der Europäischen Union abgebaut wurden. Die Organisation wolle die Vernetzung, die künstlerische Qualität und die Internationalisierung fördern.
Präsident ist der slowenische Klarinettist Darko Brlek, als Vizepräsidenten fungieren der deutsche Kulturmanager Michael Herrmann und der italienische Flötist Massimo Mercelli.

## Heutige Mitgliedsorganisationen
Es gehören derzeit rund hundert Festivals und nationale Dachorganisationen aus vierzig Ländern der EFA an. Die Dachorganisationen repräsentieren die Festivalveranstalter in Bulgarien, Estland, Irland, Italien, Norwegen, Schweden und Serbien. Lag bei Gründung der Schwerpunkt auf Westeuropa, erstreckt sich die Tätigkeit der EFA seit den 1990er Jahren auf ganz Europa und einige Festivals des Nahen Ostens. Zu bedeutenden Mitgliedsorganisationen heute zählen die traditionellen Mehr-Sparten-Festivals Edinburgh International Festival (gegründet 1947) und Festival d'automne in Paris (gegründet 1972), Open-Air-Festivals, wie die Chorégies d'Orange, und klassische Musikfestivals, wie das George Enescu Festival in Bukarest, das Rossini Opera Festival Pesaro oder das Rheingau Musik Festival. Der Organisation gehören auch an das Budapest Spring Festival, die belgischen Festivals von Flandern und der Wallonie, die Audi-Sommerkonzerte in Ingolstadt und das Oratorien-Festival Wratislavia Cantans in Breslau. Auch Tanz, Schauspiel und Bildende Kunst sind in der EFA vertreten, wenngleich der Schwerpunkt traditionsgemäß auf Musik und Musiktheater liegt.
Die EFA initiierte die Plattform EFFE (Europe for Festivals, Festivals for Europe), betreibt eine Festival Academy und das European House for Culture und wird von der Europäischen Kommission gefördert. Sie veranstaltet Vernetzungstreffen, gibt einen Festivalführer heraus und verleiht EFFE Labels und EFFE Awards. Die Organisation hat ihren Sitz in Brüssel.
Eine vergleichbare Organisation für den Bereich der Rockmusik ist Yourope The European Festival Association.

## Publikationen
- Beyond Visions: A policy on culture in Europe, April 2016, ISBN 978-90-811404-7-8
- Europe for festivals – Festivals for Europe: The Guide 2015-2016, Lannoo Publishers, Tielt 2016, ISBN 978-94-014-3057-9; eingeschränkte Vorschau in der Google-Buchsuche